# Masayoshi Takemura
Masayoshi Takemura (武村 正義, Takemura Masayoshi) est un homme politique japonais né le 26 aout 1934 à Higashiōmi et mort le 28 septembre 2022.